# Ждиня
Ждиня (пол. Zdynia) — лемківське село у Польщі, у гміні Устя-Горлицьке Горлицького повіту Малопольського воєводства. Населення — 219 осіб (2011).

## Розташування
Село розташоване на відстані 12 кілометрів на схід від Устя Горлицького, 21 км на південний схід від Горлиців та 117 км на південний схід від Кракова.
Лежить на берегах річки Здиня — правої притоки Ропи.

## Історія
Ждиня вперше згадується на початку XIV століття, коли 1316 року, у Шимбарку оселився Павло Гладиш, міщанин з містечка Новий Санч. Село було закріпачене[джерело?] на німецькому праві.

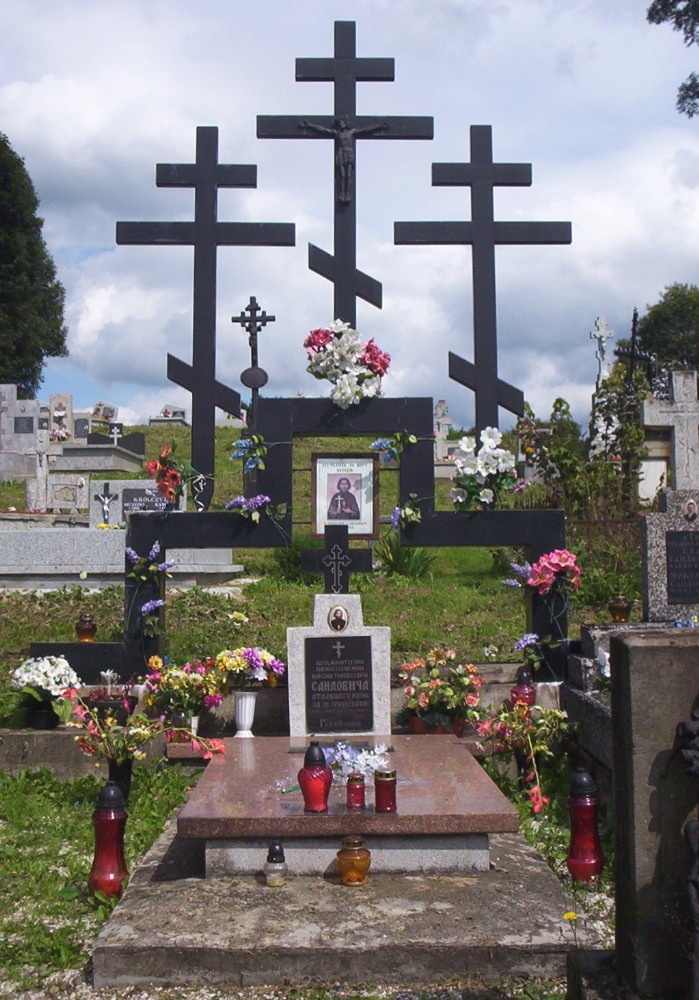
Гробниця православного святого Максима Сандовича

Його син Іван Гладиш, котрий був управителем королівського маєтку у Сончі (1356), власником Шимбарку та горлицьких земель, урешті-решт, 27 жовтня 1359 за заслуги свої та батькові отримав від короля Казимира Великого землю по обидві сторони річок Велика і Мала Ждиня, увесь ліс на обох берегах річки Ропи.
1419 року Ждиню передали нащадкові Петра Гладиша Миколі Гладишу з містечка Лось, також власники змінювали по черзі один одного у 1477, 1486, 1504 роках.
1540 року в Ждині був споруджений садибний будинок, що став центром влади польських лицарів Гладишів.
1557 року власником села стає Станіслав Гладиш.
За податковим реєстром 1581 р. село у Бецькому повіті було власністю за волоським правом Бартоломея Шеміховського; осідок парохії, в селі було 10 селянських дворів, 1 загородник без ріллі, господарство солтиса і «піп руський з церквою». 1581 року з частини села на волоському праві засноване село Луг, яке було у власності Павла Гладиша та налічувало 3 селянські подвір'я і господарство солтиса.
Останнім представником родини Гладишів, що був власником Ждині, з 1590 по 1611, став Павло Гладиш, син Симона.
На місце Гладишів прийшли родини Стронсцьких, потім Седлецькі та Броніковські. У кінці вісімнадцятого століття це місце придбав в о. Монсеньйор Ян Бохнєвіч Гнєзно. 1808 року він віддає Ждиню у власність своїм сестрам і племінникам.
Книга народжених церкви у Ждині зачинається з 5.06.1768 p., з підписом місцевого пароха о. Василія Менцінського, Біцького і Спіського декана.
Після парохіяльної інвентаризації 1778 р. австрійський уряд вилучив дорогі срібні предмети, видавши натомість нічого не варті облігації.
В 1800 р. до парохії приєднано церкву в Конечній. До 1945 р. в селі була греко-католицька парохія Горлицького деканату, до якої належали також Конечна і Луг (присілок за 1 км), метричні книги велися в Ждині від 1768 p.; в Конечні від 1732 р.
В селі були москвофільська читальня імені Качковського.
У 1914 р. за москвофільство 25 жителів села заарештовано і вислано до Талергофу.
До виселення українців у селі було переважно лемківське населення: з 730 жителів Ждині — 650 українців, 40 поляків (прикордонна охорона) і 40 євреїв; з 250 жителів Лугу — 210 українців, 30 поляків (прибулі працівники тартака) і 10 євреїв.
1947 року в рамках операції «Вісла» українців-лемків депортовано на понімецькі землі, натомість завезено поляків.
У 1975—1998 роках село належало до Новосондецького воєводства.

## Демографія
Демографічна структура станом на 31 березня 2011 року:
|          | Загалом | Допрацездатний вік | Працездатний вік | Постпрацездатний вік |
| -------- | ------- | ------------------ | ---------------- | -------------------- |
| Чоловіки | 110     | 24                 | 80               | 6                    |
| Жінки    | 109     | 30                 | 60               | 19                   |
| Разом    | 219     | 54                 | 140              | 25                   |

## Пам'ятки
- В селі є дерев'яна колишня греко-католицька церква Покрови Пресвятої Богородиці 1795 р., з 1947 р. передана в почергове служіння православній і римо-католицькій громаді, а з 2007 р. — винятково православній.
- У Ждині народився Максим Сандович — святий мученик православних, чия могила знаходиться на парафіяльному цвинтарі.
- Поряд є також Військове кладовище № 52 часів Першої світової війни.

## Сучасність
У Ждині щороку відбувається фестиваль лемківської культури — «Лемківська Ватра».